# Nannofulcinia pulchra
Nannofulcinia pulchra es una especie de mantis de la familia Iridopterygidae.
Es la única especie del género monotípico Nannofulcinia.

## Distribución geográfica
Se encuentra en Nueva Guinea.